# Aegilops peregrina
Aegilops peregrina là một loài thực vật có hoa trong họ Hòa thảo. Loài này được (Hack.) Maire & Weiller mô tả khoa học đầu tiên năm 1955.